# Tasmanoonops magnus
Tasmanoonops magnus är en spindelart som beskrevs av Hickman 1979. Tasmanoonops magnus ingår i släktet Tasmanoonops och familjen Orsolobidae.
Artens utbredningsområde är Tasmanien. Inga underarter finns listade i Catalogue of Life.